# K7리그 장흥
K7리그 장흥(K7 League Jangheung)은 장흥군에서 진행되는 대한민국의 축구 대회이다.

## 역사
2017년에 '디비전7 장흥군 리그'라는 이름으로 시작되었다. 2017년 시즌에 단일 권역으로 진행하여 5개 선수단이 참가했고 2018년 시즌부터 단일 권역에 6개 선수단이 참가하고 있다. 2018년 시즌까지 70분(전·후반 각 35분) 경기로 진행되었다.

## 시즌별 결과
| 시즌   | 권역 | 선수단 | 우승         | 준우승       | 승격         | 비고                               |
| ------ | ---- | ------ | ------------ | ------------ | ------------ | ---------------------------------- |
| 2017년 | 1개  | 5팀    | 장흥 군청 FC | 장흥 부산 FC | 장흥 군청 FC | 승격팀은 2018년 K6리그 전남에 참가 |
| 2018년 | 1개  | 6팀    |              |              |              |                                    |

## 같이 보기
- K7리그